# Mosquée de Sidi Brahim El Masmoudi
La mosquée de Sidi Brahim El Masmoudi (en arabe : مسجد سيدي إبراهيم المصمودي) est une mosquée et mausolée historique à Tlemcen, Algérie.

## Histoire
Elle fait partie d'un complexe religieux connu sous le nom de médersa Yakoubiya, construite par le sultan zianide Abou Hammou Moussa II vers 1363, et qui comprenait une qoubba, une zaouïa et une médersa. De cet ensemble ne subsistent que la mosquée et le mausolée sous le nom de Sidi Brahim El Masmoudi, saint homme et ami des Zianides, qui, après sa mort en 1401, a été inhumé à l’intérieur du mausolée familial. Au fil du temps, le nom initial de la mosquée et du mausolée est remplacé par celui de Sidi Brahim. Par la suite, la zone autour de la mosquée a servi de cimetière royal à la dynastie zianide.
Les voûtes de la cour se sont effondrées en 1993, nécessitant d'importants travaux de restauration qui ont duré jusqu'en 2003, date à laquelle la mosquée a été rouverte au public.

## Architecture
La mosquée est de dimensions moyennes. Sa cour, bordée par une galerie sur ses faces nord, est et ouest, mesure environ 11,20 m de largeur sur 10 m de profondeur ; on y accède au nord par une porte en avant-corps. La salle de prière, initialement simple oratoire annexé à la madrasa, a fini par devenir le lieu de prière du vendredi des habitants des quartiers voisins. L'accès à la salle de prière (19 × 15,40 m à l'intérieur) se fait aussi par deux portes latérales en avant-corps qui ouvrent sur la quatrième travée sur les côtés est et ouest. On y trouve cinq balatat (nefs) perpendiculaires au mur de la qibla, chacune étant bordée par deux rangées de piliers à base rectangulaire, cruciforme ou en T, soutenant des arcs brisés. Les murs et les arcades ne comportent aucun décor. Le mihrab hexagonal, coiffé d'une coupolette à huit pans, est surmonté de trois fausses fenêtres et s'ouvre par un arc plein cintre outrepassé. L'encadrement était recouvert de carreaux de faïences, mais il a été repris en stuc lors des travaux de restauration. Le minaret quadrangulaire n'est pas particulièrement élancé. Ses façades sont décorées de grands panneaux de réseaux losangés soutenus par trois arcs. Le panneau au-dessous du réseau losangé comporte quatre arcs et est entièrement décoré de mosaïque.

## Galerie

Sélection de vues
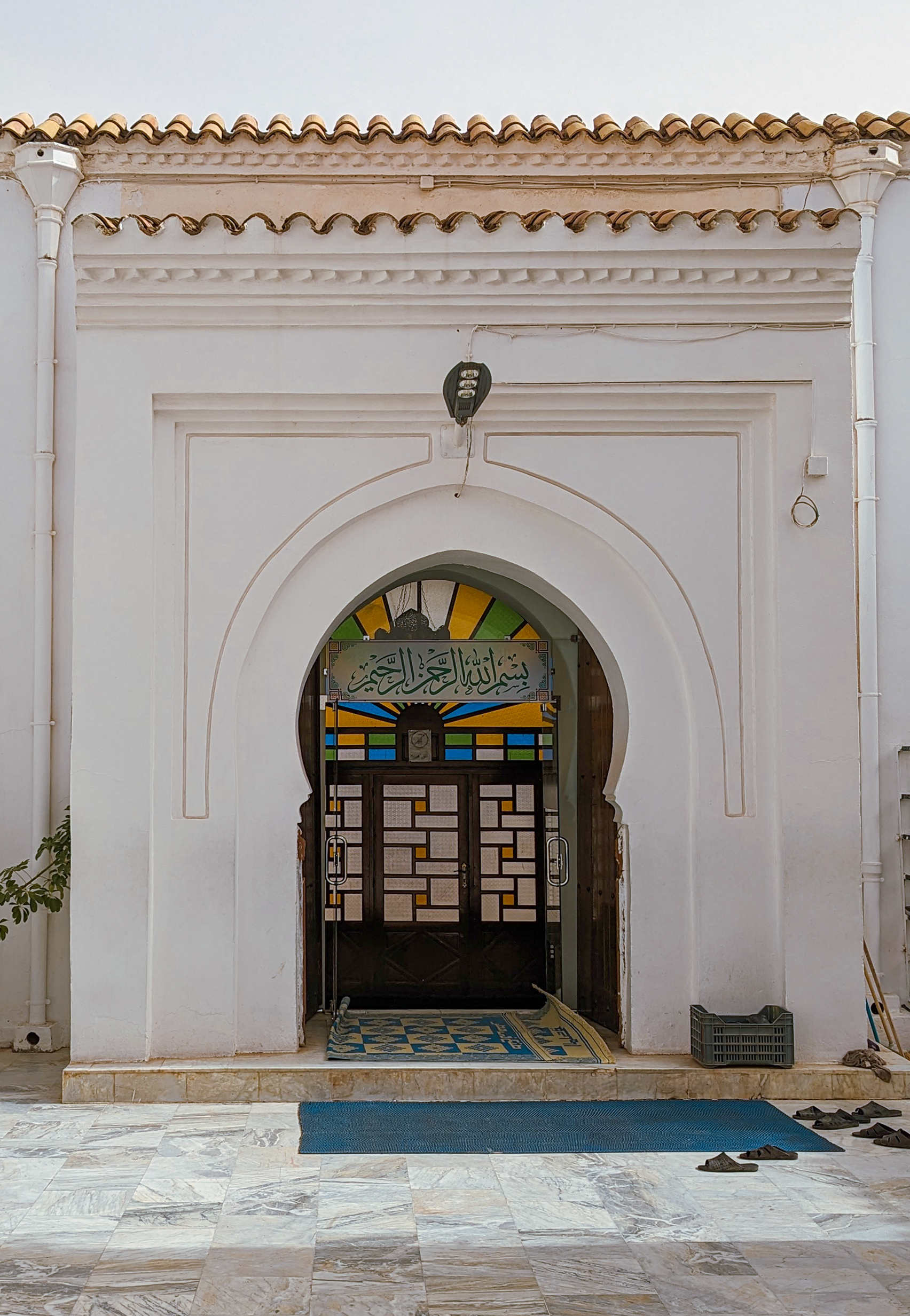
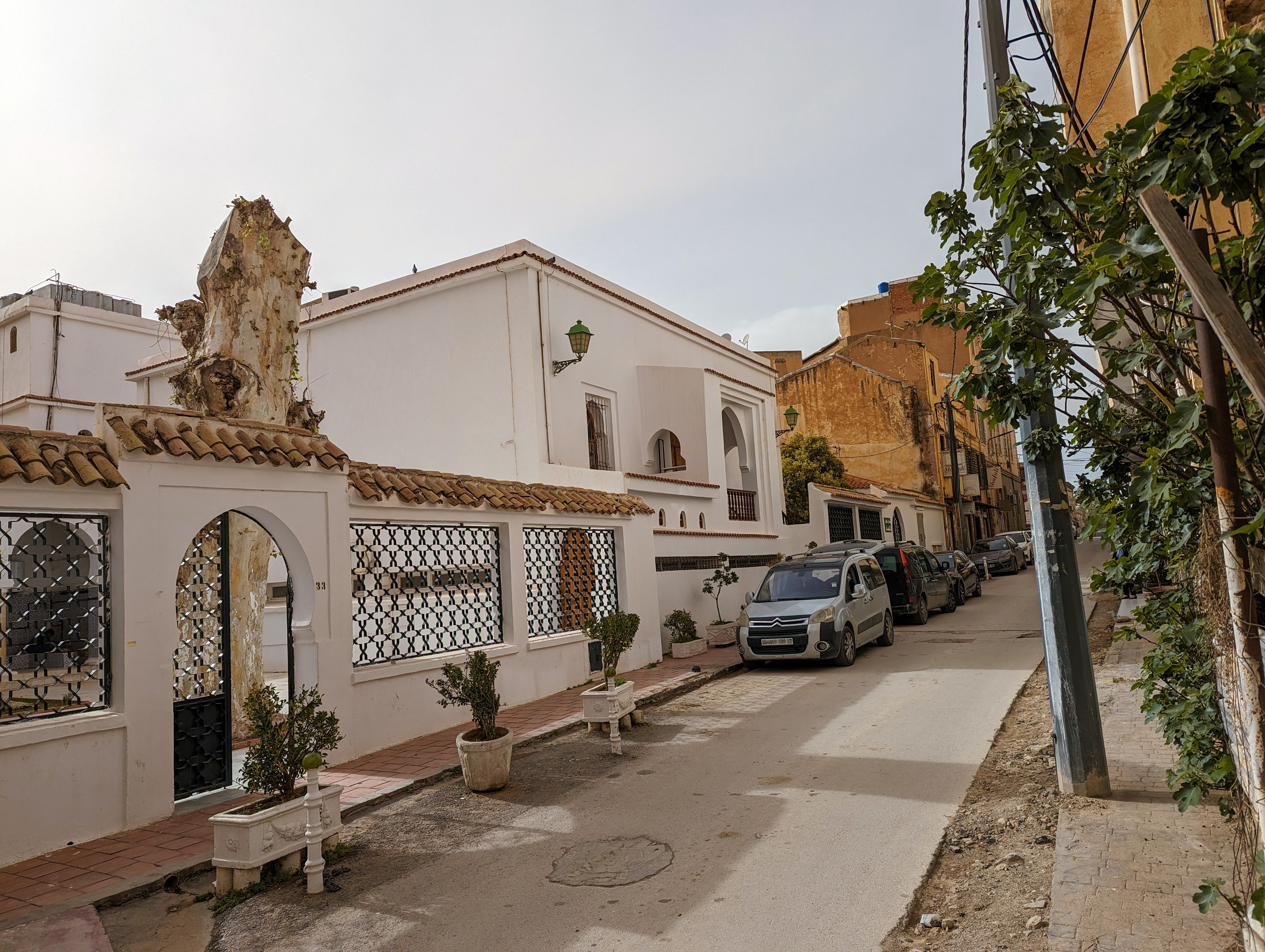
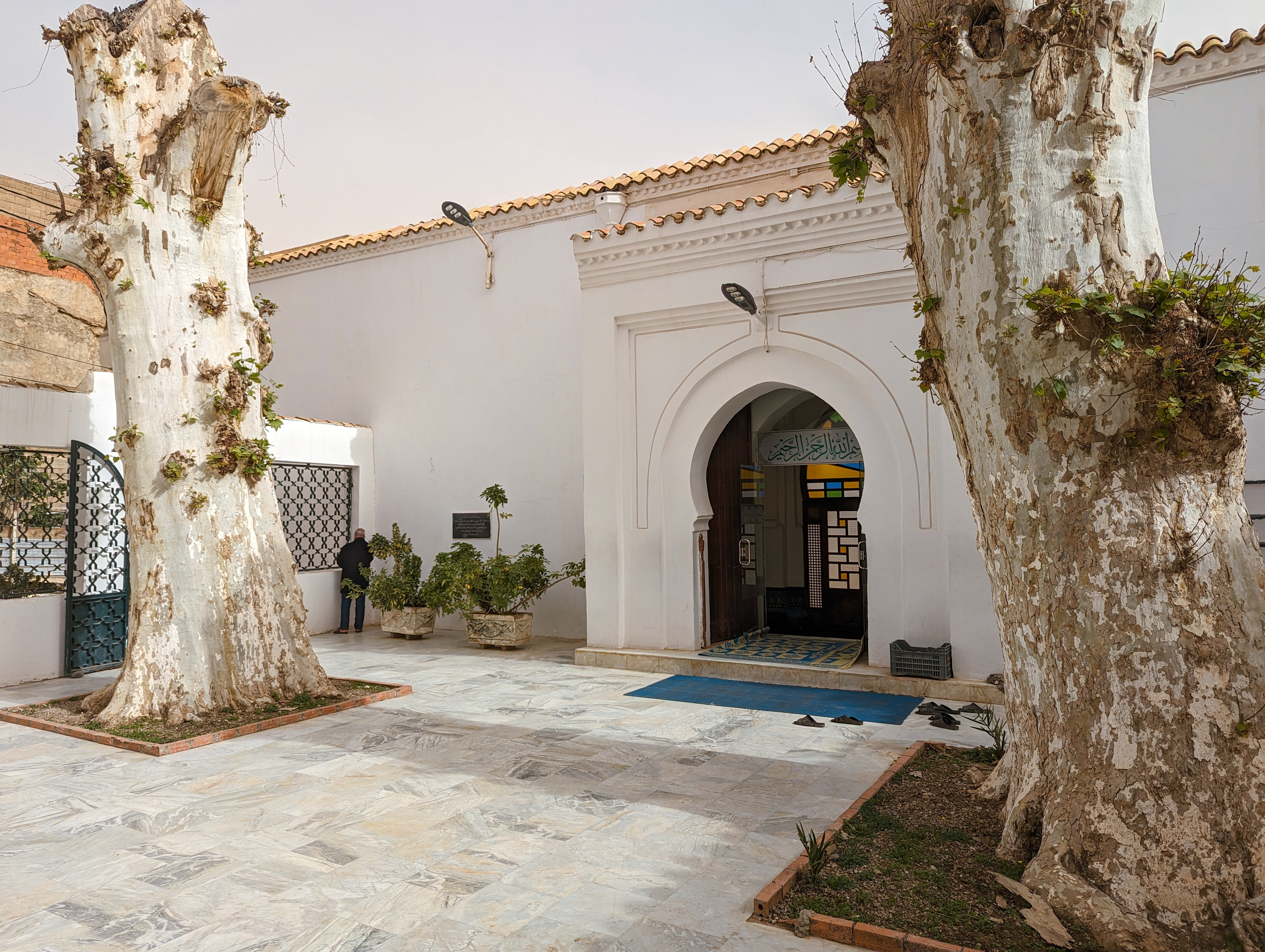
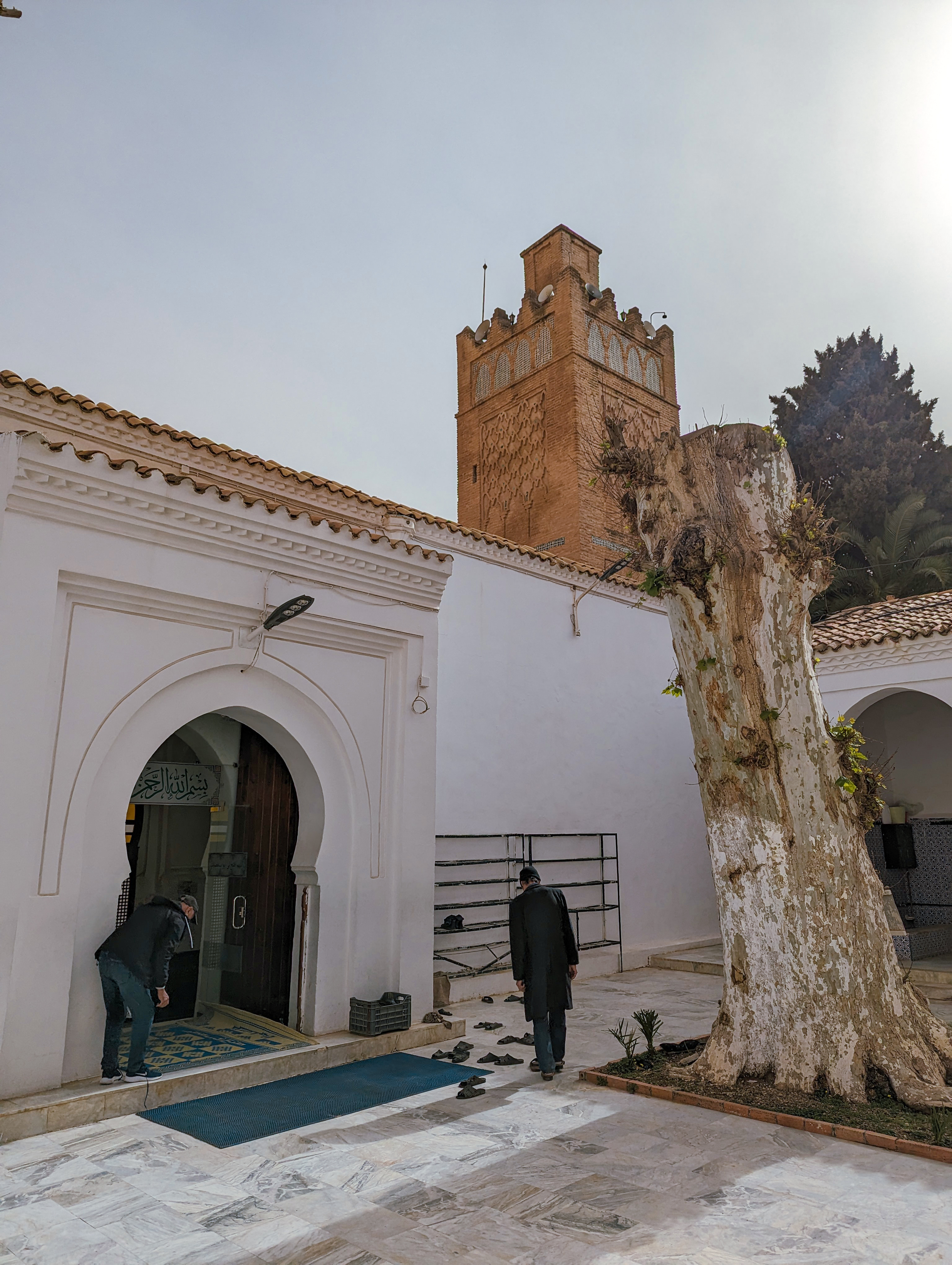
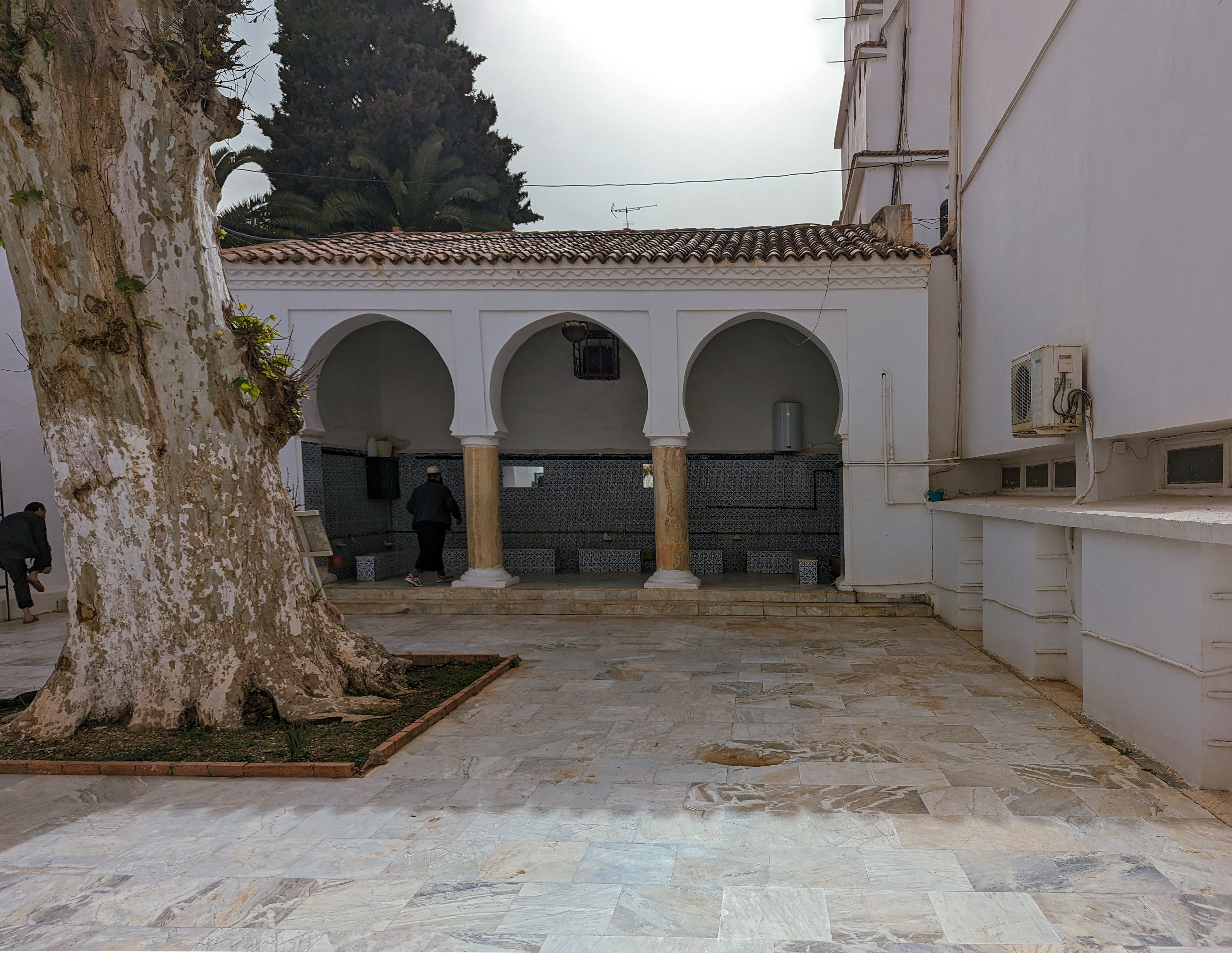
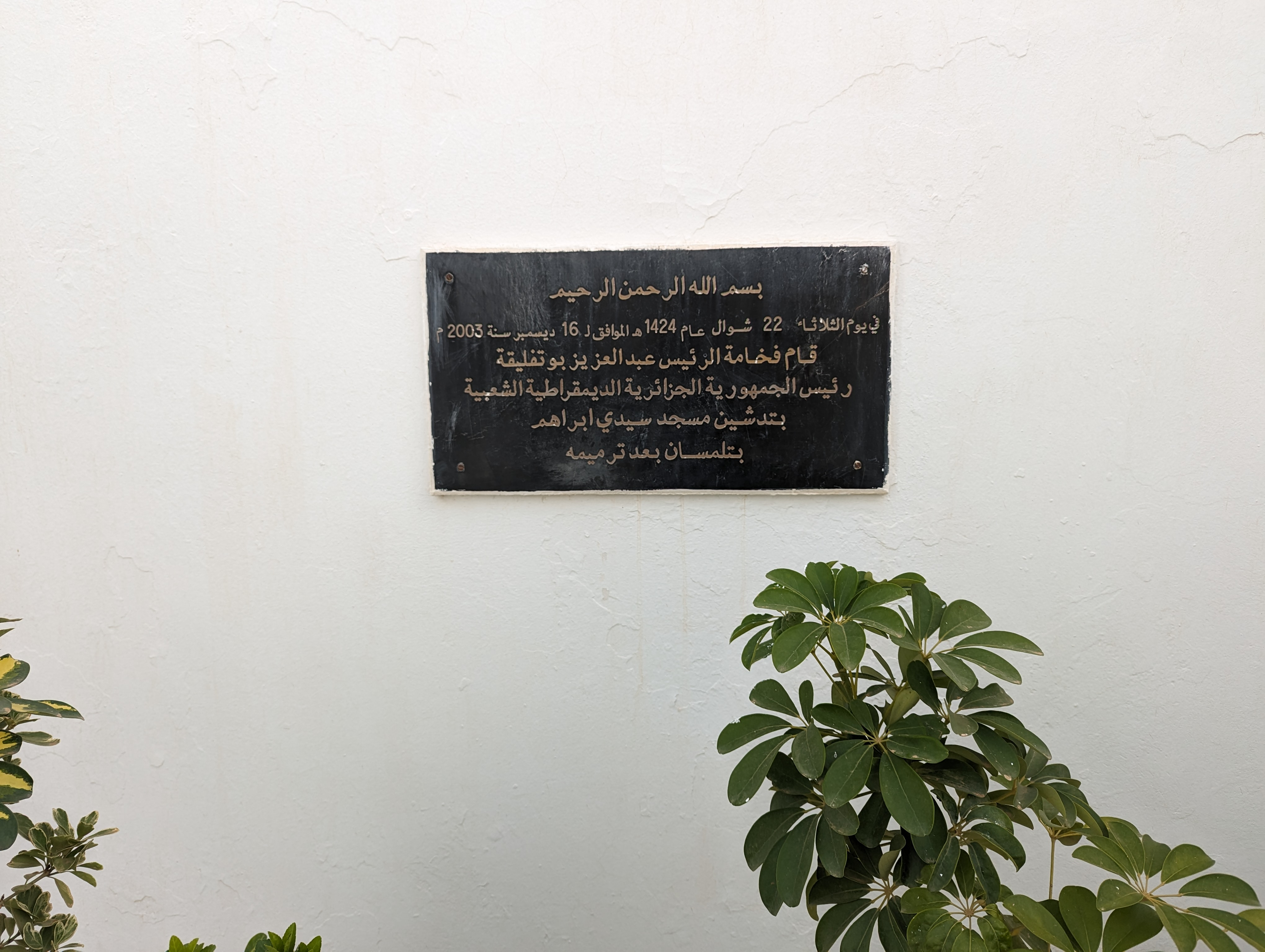
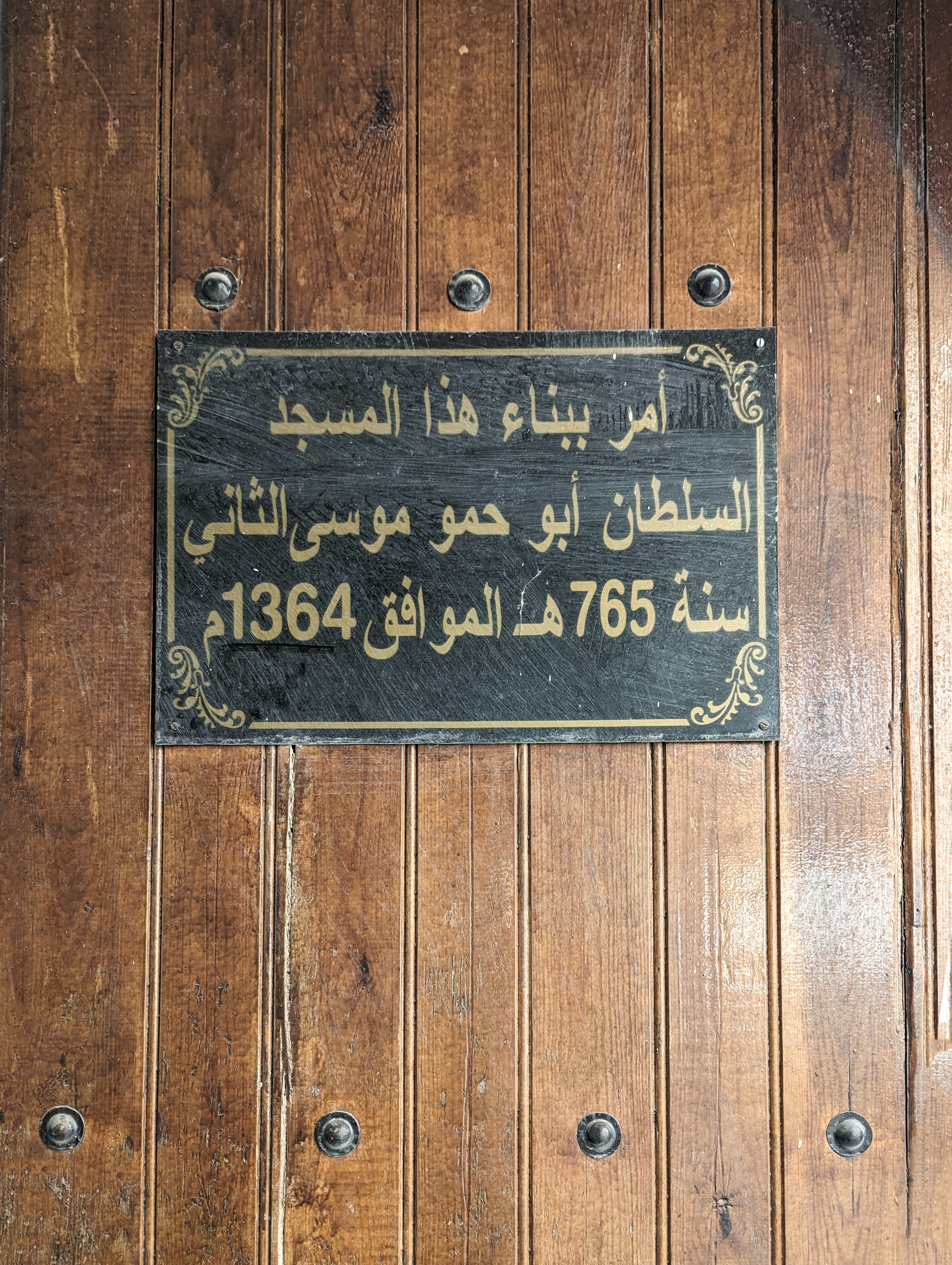